# Brunémont
Brunemont é uma comuna francesa na região administrativa de Altos da França, no departamento de Nord. Estende-se por uma área de 1,95 km². Em 2010 a comuna tinha 716 habitantes (densidade: 367,2 hab./km²).